# Heteroconis fusca
Heteroconis fusca is een insect uit de familie van de dwerggaasvliegen (Coniopterygidae), die tot de orde netvleugeligen (Neuroptera) behoort. 
De wetenschappelijke naam Heteroconis fusca is voor het eerst geldig gepubliceerd door Meinander in 1972.